# Matarão

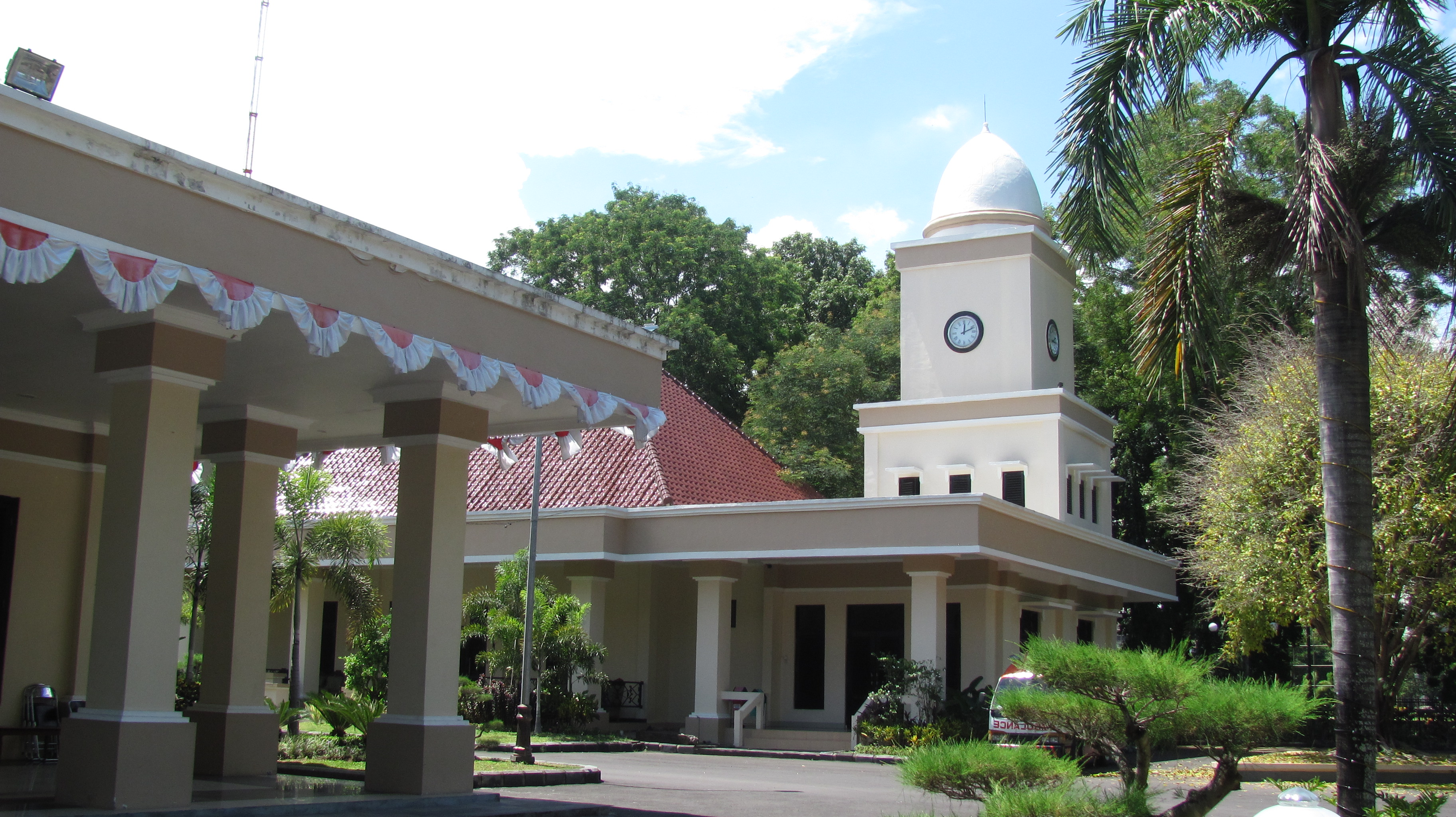
Sede da administração municipal

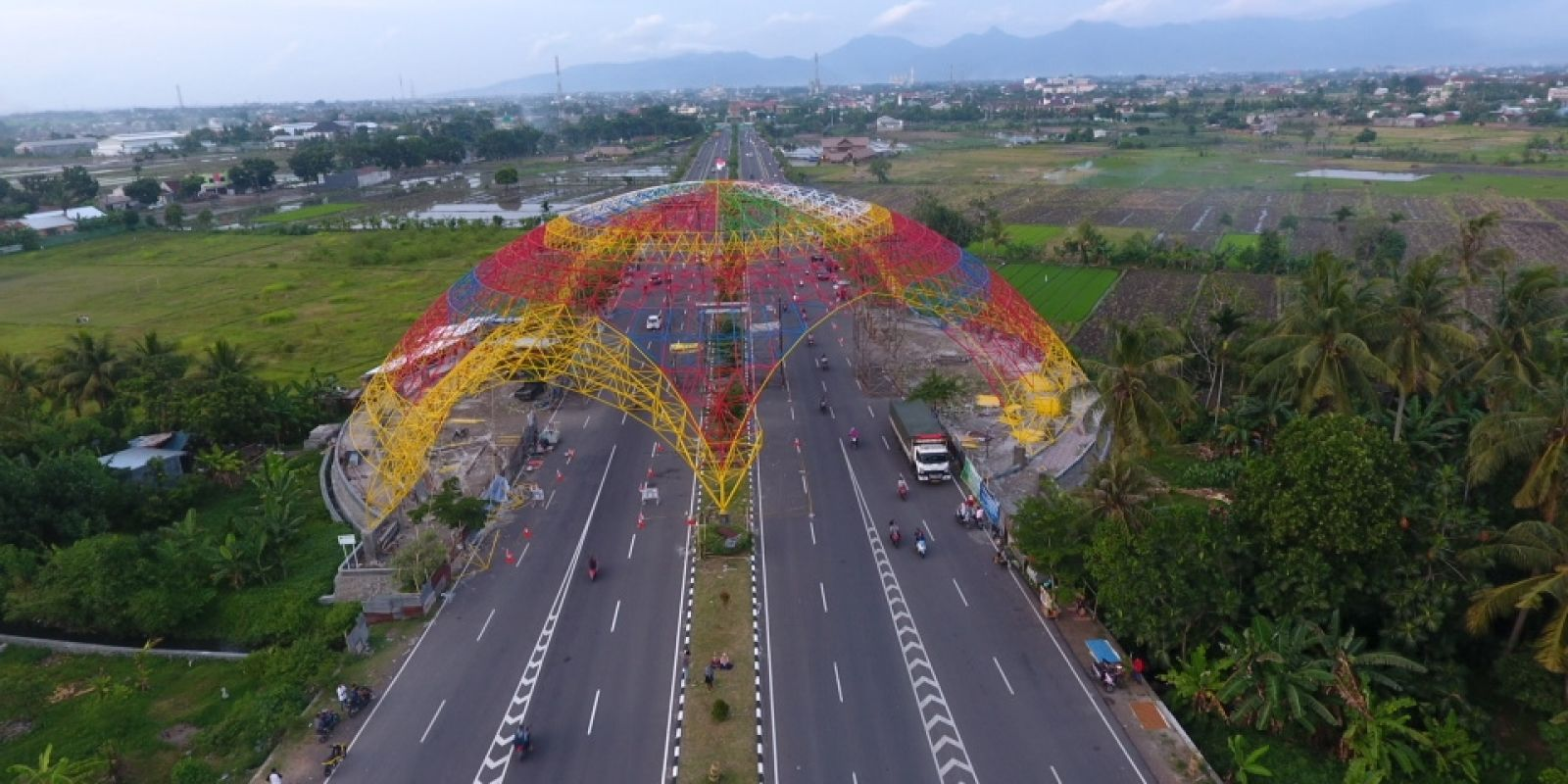
Porta Tembolaq

Matarão (em indonésio: Kota Mataram) é a maior cidade da ilha indonésia de Lomboque e a capital da província de Sonda Ocidental. Situada na parte central da costa ocidental, o município tem 61,3 km² e, segundo as estimativas oficiais de 2023, tinha 441 147 habitantes (densidade: 7 196,5 hab./km²). Por terra, a cidade é rodeada pela regência (kabupaten) de Lomboque Ocidental, da qual não faz parte. A área metropolitana de Mataram Raya, também chamada Área Metropolitana de Gumi Rinjani, que inclui a região em volta da cidade, tinha aproximadamente três milhões de habitantes em 2015, sendo uma das maiores das Pequenas Ilhas da Sonda, a par com a de Dempassar em Bali.
A cidade é o principal polo económico, cultural e educativo da província, onde se situam todas as universidades públicas de Sonda Ocidental e as principais sedes locais dos organismos do governo, além de ser servida pelo principal aeroporto e o único internacional da província.

## História
Até há poucas décadas, no território atualmente ocupado pela cidade havia duas povoações além da que era chamada Matarão — Cakranegara e Apenan. No século XVII ou XVIII, os membros da família real balinesa de Karangasem que dominavam governavam Lomboque residiam em palácios em Cakranegara e Matarão, os quais foram saqueados e arrasados pelos holandeses em 1894, quando conquistaram a ilha.

## Geografia
A cidade atual resulta da união administrativa de três cidade contíguas. A mais ocidental é a antiga cidade portuária de Ampenan, que se junta ao centro administrativo de Matarão, que por sua vez se junta à cidade de carácter mais comercial de Cakranegara. Continuando para leste, fica o distrito de Sweta, onde se encontra o maior mercado e o principal terminal rodoviário de Lomboque. As antigas cidades estão ligadas por uma avenida larga, com 8 km de comprimento, que em Apenan se chama Jalan Langko, em Matarão muda o nome para Jalan Pejanggik e em Cakranegara para Jalan Selaparang; tem continuidade para leste pela estrada que atravessa toda a ilha, que vai até Labuhan Lombok e ao porto de Kayangan, na costa oriental, onde atracam os ferryies Lomboque-Sumbava.

### Subdivisões administrativas
A cidade, que administrativamente está no mesmo nível das regências (nível abaixo das províncias), está dividida em seis distritos (kecamatans).
| Distrito | População (est. 2023) | Área (km²) | Dens. pop. (hab./km²) | N.º de aldeias [♦] |
| --- | --------------------- | ---------- | --------------------- | ------------------ |
| Ampenan | 91 311                | 9,46       | 9 652,33              | 10                 |
| Cakranegara | 69 261                | 9,67       | 7 162,46              | 10                 |
| Mataram | 79 132                | 10,76      | 7 354,28              | 9                  |
| Selaparang | 68 965                | 10,77      | 6 403,44              | 9                  |
| Sandubaya | 71 662                | 10,32      | 6 943,99              | 7                  |
| Sekarbela | 60 816                | 10,32      | 5 893,02              | 5                  |
| Total | 441 147               | 61,30      | 7 196,53              | 50                 |
| [♦] ^ "Aldeias" (kelurahans) são subdivisões administrativas abaixo dos distritos, que podem ser urbanas ou rurais. Todas as aldeias de Matarão são do tipo urbano. |                       |            |                       |                    |

### Clima
O clima da cidade é do tipo tropical de monção (Köppen Am), com chuvas intensas entre novembro e março e chuva moderada a reduzida nos meses restantes.
| Dados climatológicos para Matarão | Dados climatológicos para Matarão | Dados climatológicos para Matarão | Dados climatológicos para Matarão | Dados climatológicos para Matarão | Dados climatológicos para Matarão | Dados climatológicos para Matarão | Dados climatológicos para Matarão | Dados climatológicos para Matarão | Dados climatológicos para Matarão | Dados climatológicos para Matarão | Dados climatológicos para Matarão | Dados climatológicos para Matarão | Dados climatológicos para Matarão |
| Mês                               | Jan                               | Fev                               | Mar                               | Abr                               | Mai                               | Jun                               | Jul                               | Ago                               | Set                               | Out                               | Nov                               | Dez                               | Ano                               |
| --------------------------------- | --------------------------------- | --------------------------------- | --------------------------------- | --------------------------------- | --------------------------------- | --------------------------------- | --------------------------------- | --------------------------------- | --------------------------------- | --------------------------------- | --------------------------------- | --------------------------------- | --------------------------------- |
| Temperatura máxima média (°C)     | 30,5                              | 30,6                              | 30,7                              | 31,3                              | 31,0                              | 30,3                              | 29,7                              | 30,2                              | 30,9                              | 31,2                              | 31,2                              | 31,0                              | 30,7                              |
| Temperatura média (°C)            | 26,6                              | 26,8                              | 26,5                              | 26,5                              | 26,0                              | 25,1                              | 24,5                              | 25,0                              | 25,9                              | 26,4                              | 26,9                              | 26,9                              | 26,1                              |
| Temperatura mínima média (°C)     | 22,2                              | 23,0                              | 22,4                              | 21,7                              | 21,1                              | 20,0                              | 19,4                              | 19,8                              | 20,9                              | 21,7                              | 22,6                              | 22,8                              | 21,5                              |
| Chuva (mm)                        | 290                               | 237                               | 170                               | 114                               | 108                               | 72                                | 77                                | 54                                | 62                                | 126                               | 190                               | 282                               | 1 782                             |
| Fonte: Climate-Data.org           |                                   |                                   |                                   |                                   |                                   |                                   |                                   |                                   |                                   |                                   |                                   |                                   |                                   |

### Demografia
Etnias

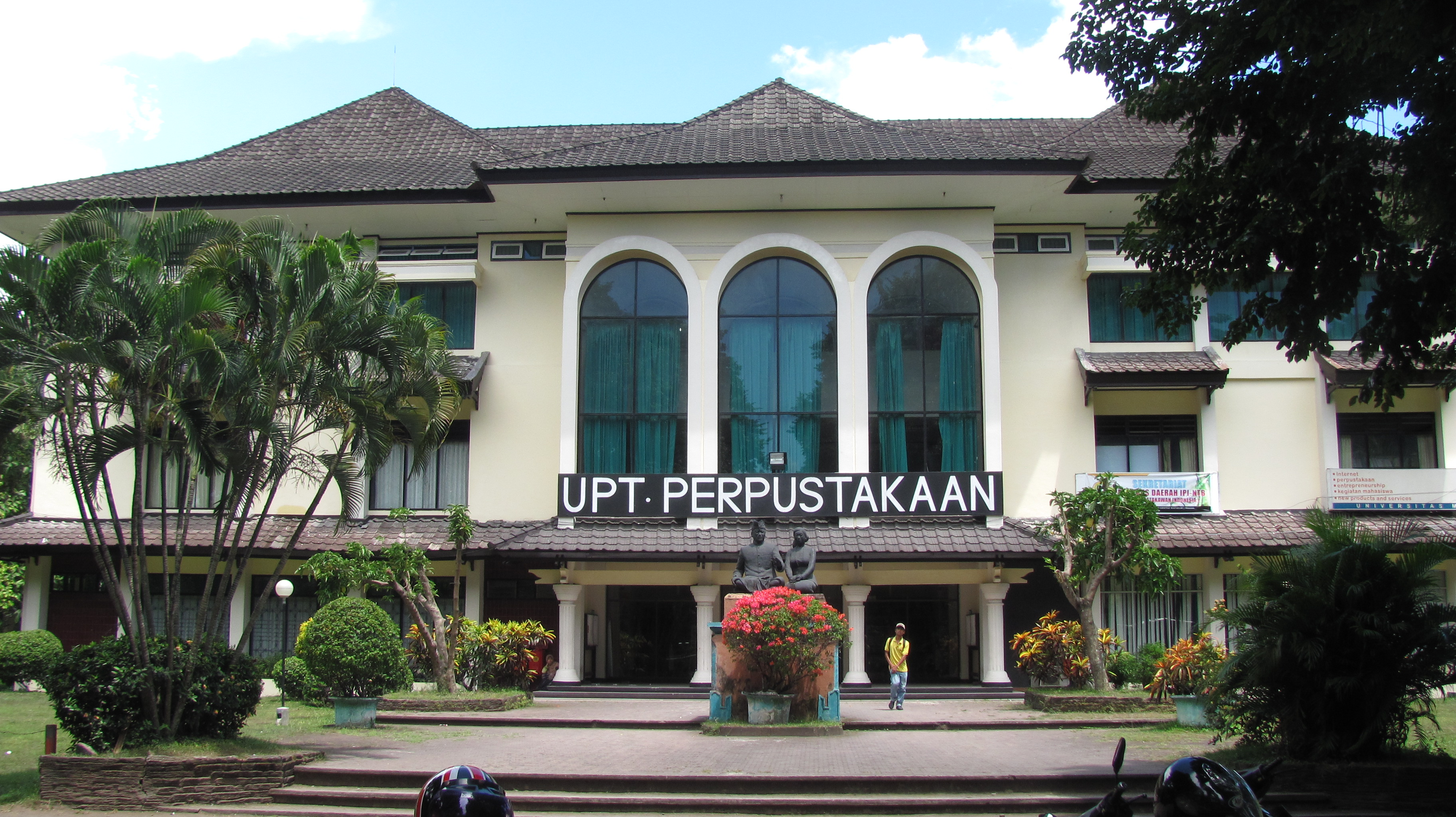
Biblioteca da Universidade de Matarão

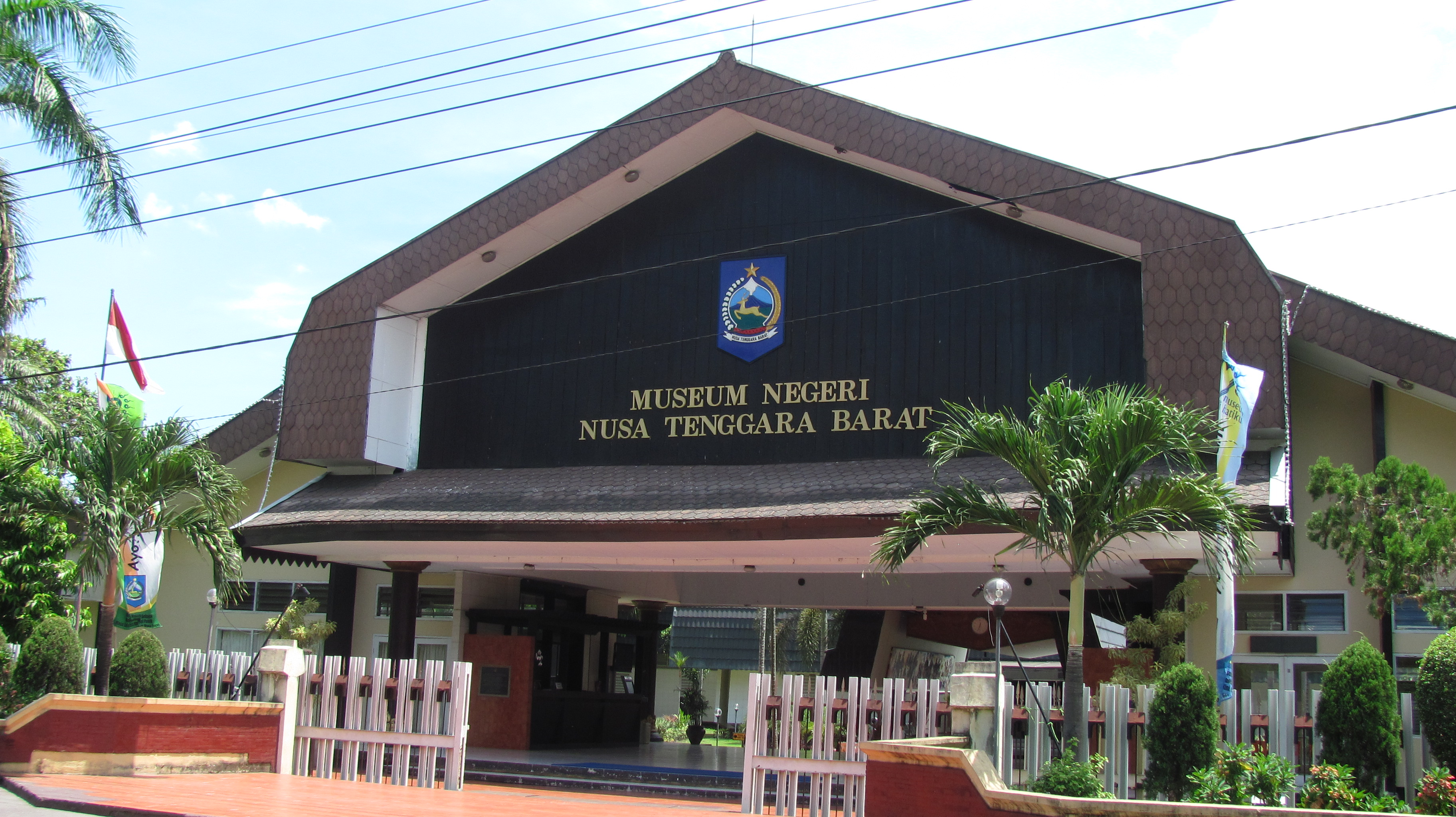
Museu Estatal de Sonda Ocidental

A maior parte dos residentes em Matarão são da etnia sassaque, indígena de Lomboque, mas também há balineses, javaneses, indonésios chineses (descendentes de chineses que em grande parte dos casos se instalaram nos arquipélagos indonésios há vários séculos) e uma pequena comunidade de indonésios árabes, na sua maioria de ascendência iemenita que se instalaram em Ampenan. Não obstante serem uma população urbana, os sassaques de Matarão ainda se identificam fortemente com as suas origens rurais e a cultura sassaque.
Religiões
Em 2010, mais de 80% da população é muçulmana e 14% é hindu. Outras religiões praticadas pelos habitantes da cidade são o cristianismo, budismo e confucionismo.
Línguas
A língua mais usada é o sassaque (bahasa sasak), o idioma dos nativos de Lomboque, nomeadamente o dialeto local de Matarão, O indonésio é a língua mais usada nos contextos de negócios, educação e governo. Há também uma comunidade apreciável de falantes de balinês, devido à existência de muitos balineses étnicos e ao facto de Matarão ter sido uma colónia e um centro de governo do 
reino balinês de Karangasem.